# Altıntepsi
 (mai 2025).
Si vous disposez d'ouvrages ou d'articles de référence ou si vous connaissez des sites web de qualité traitant du thème abordé ici, merci de compléter l'article en donnant les références utiles à sa vérifiabilité et en les liant à la section « Notes et références ».
Altıntepsi est un l'un des onze quartiers du district de Bayrampaşa sur la rive européenne d'Istanbul, en Turquie. En 2014, sa population s'élève à 27 017 habitants.

## Transports
Le quartier est desservi par la station Otogar de la ligne M1 du métro d'Istanbul.